# Кожеозерский монастырь
Богоя́вленский Кожеозе́рский (Кожеезе́рский) монасты́рь — мужской монастырь Плесецкой епархии Русской православной церкви, расположенный в Архангельской области, на Лопском полуострове, омываемом водами Кожозера.
Адрес: Архангельская область, Онежский район (110 км от города Онеги, на Кожозере). На сегодня считается самым труднодоступным из действующих монастырей России.

## История
Монастырь основан преподобным Нифонтом и Серапионом Кожеезерскими в 1560 году. 30 сентября 1585 года Иван Грозный специальной грамотой пожаловал обители Лопский остров на Кожеозере, а вокруг него «матёрой земли о четырёх вёрст». Кроме того, Серапион Кожеезерский приобрёл за 200 рублей земли в деревнях Керешка, Клещево, Канзапельда и Пияла на реке Онеге, а также «доли» в солеварнях на берегу Белого моря.
В начале XVII века Борис Годунов сослал в монастырь своего политического противника Ивана Сицкого; здесь его насильно постригли в монахи.
В конце XVI века в монастыре постригся и прожил около трёх лет блаженный Леонид Устьнедумский (после он перешёл в Соловецкий монастырь). На рубеже XVI—XVII веков в монастыре жил святой Никодим Хозьюгский (Кожеезерский). После него в монастыре осталась икона Божией Матери «Неопалимая Купина», которую Никодиму в 1605 году пожаловал Пафнутий, митрополит Сарский и Подонский.
В 1630-х годах в обитель из Анзерского скита перешёл Никон, и в 1643 году по просьбе братии он был поставлен игуменом. Никон наладил здесь бойкую торговлю солью и красной рыбой. Именно в это время Никон познакомился с будущим царём — семнадцатилетним Алексеем Михайловичем. В 1646 году, вскоре после восшествия на престол (1645), царь попросил патриарха Иосифа возвести Никона в сан архимандрита и назначить его настоятелем столичного Новоспасского монастыря.
В 1642 году княгиня Елена Куракина пожаловала монастырю серебряный крест с мощами разных святых и частями Животворящего Древа и ризы Господней.
В 1764 году монастырь был упразднён; в 1853 — возобновлён.
В 1885 году из часовни над гробницей св. Серапиона устроена каменная церковь во имя Иоанна Предтечи.
К концу XIX века в монастыре было 25 монахов во главе с архимандритом. К этому времени в обители находились две каменных (Богоявленская и Предтеческая) и одна деревянная церкви. В деревянном храме хранились мощи преподобного Никодима Хозьюгского.
Обитель уничтожена в 1918 году: настоятель, монахи, по одному из послушников, трудников и паломников убиты, монастырь разграблен. Выжившие монахи и миряне разбежались.
В 1997 году был воздвигнут Поклонный Крест. На следующий год появился первый насельник.
В 1998 году по благословению епископа Архангельского и Холмогорского Тихона (Степанова) началось восстановление обители. 29 апреля 1998 года в бывшем монастыре поселились 2 монаха и послушник из Оптиной пустыни. Решением Синода РПЦ от 19 апреля 1999 года монастырь был открыт. Восстановлен тёплый надвратный храм Иоанна Богослова, флигель, бывший паломнический 2-этажный корпус с печным отоплением. В полуразрушенном состоянии пребывают Иоанно-Предтеченский храм, выстроенный над мощами преподобных Серапиона и Авраамия, а также Успенская церковь с приделами преподобных Зосимы и Савватия Соловецких и преподобного Никодима.   
В феврале 2019 года, иеромонаха Михея, освободили от должности игумена. Именно он занимался восстановлением обители с 1997 года. Временным настоятелем был назначен иеромонах Феодосий (Курицын). Бывший игумен иеромонах Михей, а так же монашествующие стали подвизаться в другом монастыре. Регулярные богослужения приостановились. 